# Речной (Чувашия)
Речно́й (чув. Речной) — посёлок в Шумерлинском районе Чувашской Республики, входит в Русско-Алгашинское сельское поселение.

## География
Расположен на реке Алгашка, на расстояние в 138 км от Чебоксар, в 27 км от райцентра и ближайшей железнодорожной станции.

## История
Возник в 1950 году, как посёлок Шумерлининского леспромхоза. В XX веке входил в состав: Шумерлинского района (1935—1965, и с 1966 г.) и Шумерлинского горсовета (1965—1966 г.).

## Население
| 2010 | 2012 |
| ---- | ---- |
| 110  | ↗168 |